# نادي إرلنغن لكرة اليد
نادي إرلنغن لكرة اليد هو نادي كرة يد في ألمانيا تأسس في سنة 2001. يقع مقره في إرلنغن. تبلغ سعة ملعبه 8130 متفرجا.